# Naganuma Ken
{{nihongo|
Naganuma Ken (5 tháng 9 năm 1930 - 2 tháng 6 năm 2008) là một cầu thủ bóng đá người Nhật Bản.

## Đội tuyển bóng đá quốc gia Nhật Bản
Naganuma Ken thi đấu cho ĐTQG Nhật từ năm 1954 đến 1961.

## Thống kê sự nghiệp
| Đội tuyển bóng đá Nhật Bản | Đội tuyển bóng đá Nhật Bản | Đội tuyển bóng đá Nhật Bản |
| Năm                        | Trận                       | Bàn                        |
| -------------------------- | -------------------------- | -------------------------- |
| 1954                       | 2                          | 1                          |
| 1955                       | 0                          | 0                          |
| 1956                       | 0                          | 0                          |
| 1957                       | 0                          | 0                          |
| 1958                       | 1                          | 0                          |
| 1959                       | 0                          | 0                          |
| 1960                       | 0                          | 0                          |
| 1961                       | 1                          | 0                          |
| Tổng cộng                  | 4                          | 1                          |